# 馮朗
馮朗（?—?），北燕昭成帝之子，母亲王夫人。
太興二年（432年）四月，昭成帝冊立後燕皇族之女慕容氏為天后，廣平公馮朗、樂陵公馮邈懼怕被繼母迫害，禍及自身。于是兄弟两人相伴一同逃往辽西，劝说長樂公馮崇投降北魏，冯崇同意。正巧，北魏太武帝拓跋焘派给事郎王德，向冯崇招降。十二月十九，冯崇派冯邈前往北魏，准备献出全郡投降。冯朗在北魏历任秦州和雍州刺史，散骑常侍，驸马都尉，使持节，征西大将军，封西郡公，因罪被诛。冯朗之女入掖庭，在姑母左昭仪的帮助下，冯朗之女成为太武帝嫡孙拓跋濬的正妻，即后来的文成文明皇后。馮朗被追赠假黄钺，太宰，追封燕宣王。其子冯熙。